# Marguerite Dorbritz
Marguerite Dorbritz, née le 4 août 1886 à Paris où elle est morte le 22 novembre 1965, est une peintre française.

## Biographie
Marguerite Dorbritz est la fille de Suzanne Louise Dorbritz, coloriste.
Elle expose au Salon, où elle obtient une médaille d'argent en 1939, ainsi qu'au salon de l'Union des femmes peintres et sculpteurs où elle remporte le prix de Figure en 1933 et le 1er prix de l'Union en 1937.
Elle meurt célibataire à l'âge de 79 ans à l'hôpital Necker.